# Alexis Sepúlveda
Alexis Edgardo Sepúlveda Soto (Cauquenes, 29 de diciembre de 1969) es un ingeniero comercial y político chileno, militante del Partido Radical de Chile (PR). Desde marzo de 2018 es diputado de la república en representación del distrito n° 17 de la Región del Maule, actuando bajo un segundo período legislativo consecutivo, 2022-2026. Entre el 11 de marzo y el 7 de noviembre de 2022, se desempeñó como vicepresidente primero de la Cámara de Diputadas y Diputados.
Fue intendente de la región del Maule entre 2006 y 2008 y consejero regional del Maule hasta 2016.

## Biografía
Hijo de Edgardo Sepúlveda Valenzuela y Armanda Isabel Soto Figueroa. Está casado con Paula Matteo Guzmán y es padre de tres hijos.
Cursó su enseñanza media en el Internado Nacional Barros Arana y en el Liceo de Hombres Antonio Varas de Cauquenes, del cual egresó en 1986. Luego ingresó a la Universidad de Talca, donde cursó la carrera de Ingeniería Comercial mención en Administración, titulándose en 2002, con la memoria: Evaluación económica del manejo del bosque nativo en la precordillera de Vilches Alto, Región del Maule.

## Trayectoria política
El 27 de enero de 2003 fue designado Secretario Regional Ministerial (Seremi) de Transportes y Telecomunicaciones de la VII Región.
En 2006 la presidenta Michelle Bachelet lo designó como intendente del Maule, cargo que asumió el 11 de marzo. Durante su gestión ocurrió el escándalo por la inauguración del hospital de Curepto, el cual se abrió pese a no estar listo para funcionar. Asumió la responsabilidad política del hecho y dejó su cargo en abril de 2008.
En las elecciones municipales de 2008 fue candidato a la alcaldía de Talca representando a la Concertación, perdiendo ante el independiente de la Alianza por Chile, Juan Castro Prieto. En 2012, y tras vencer por amplio margen al exsenador socialista Jaime Gazmuri en una primaria de la oposición, nuevamente postuló por el sillón edilicio, donde también salió derrotado ante Castro.
En 2014 fue elegido consejero regional por la Provincia de Talca. En 2016 presentó su renuncia al cargo para ser candidato a diputado. En las elecciones parlamentarias de 2017, ganó su escaño en el Congreso tras presentarse por el pacto La Fuerza de la Mayoría y obtener 18 360 votos equivalentes a un 7,52% del total de sufragios válidamente emitidos. Integró las comisiones permanentes de Pesca, Acuicultura e Intereses Marítimos Hacienda. Formó parte del comité parlamentario del Partido Radical.
Fue reelecto en las elecciones parlamentarias de 2021, en representación del Partido Radical, dentro de la coalición Nuevo Pacto Social, al obtener 14.043 votos, correspondientes al 5,81% del total de los sufragios válidos. 
Asumió el cargo el 11 de marzo de 2022, en el contexto del cambio de mando presidencial y juramento del LVI periodo legislativo del Congreso Nacional de Chile, siendo elegido a partir desde esa fecha con 85 votos, como vicepresidente primero de la cámara baja, en la mesa directiva compuesta por Raúl Soto en la presidencia y Claudia Mix, en la vicepresidencia segunda. Integra las comisiones permanentes de Hacienda; Recursos Hídricos y Desertificación; Emergencia, Desastres y Bomberos; y Personas Mayores y Discapacidad. Forma parte del comité parlamentario Liberal-Radical.

## Historial electoral

### Elecciones municipales de 2008
- Elecciones municipales de 2008, para la alcaldía de Talca[13]

### Elecciones municipales de 2012
- Elecciones municipales de 2012, para la alcaldía de Talca[14]

### Elecciones parlamentarias de 2017
- Elecciones parlamentarias de 2017, a Diputado por el distrito 17 (Constitución, Curepto, Curicó, Empedrado, Hualañé, Licantén, Maule, Molina, Pelarco, Pencahue, Rauco, Río Claro, Romeral, Sagrada Familia, San Clemente, San Rafael, Talca, Teno y Vichuquén)[15]

### Elecciones parlamentarias de 2021
- Elecciones parlamentarias de 2021, a Diputado por el distrito 17 (Constitución, Curepto, Curicó, Empedrado, Hualañé, Licantén, Maule, Molina, Pelarco, Pencahue, Rauco, Río Claro, Romeral, Sagrada Familia, San Clemente, San Rafael, Talca, Teno y Vichuquén)[16]